# Кубок валлійської ліги з футболу 2003—2004
Кубок валлійської ліги 2003–2004 — 12-й розіграш Кубка валлійської ліги. Переможцем вдруге поспіль став Ріл.

## Календар
| Раунд            | Дата                         | Матчі | Клуби   |
| ---------------- | ---------------------------- | ----- | ------- |
| Попередній раунд | 19-26 серпня 2003            | 2     | 17 → 16 |
| 1/8 фіналу       | 2-16 вересня 2003            | 16    | 16 → 8  |
| 1/4 фіналу       | 8 листопада - 16 грудня 2003 | 8     | 8 → 4   |
| 1/2 фіналу       | 7 лютого - 16 березня 2004   | 4     | 4 → 2   |
| Фінал            | 3 травня 2004                | 1     | 2 → 1   |

## Попередній раунд
| Команда 1         | Заг. | Команда 2    | 1-й матч | 2-й матч |
| ----------------- | ---- | ------------ | -------- | -------- |
| 19/26 серпня 2003 |      |              |          |          |
| Портмадог         | 2:0  | Велшпул Таун | 1:0      | 1:0      |

## 1/8 фіналу
| Команда 1             | Заг.    | Команда 2             | 1-й матч | 2-й матч |
| --------------------- | ------- | --------------------- | -------- | -------- |
| 2/16 вересня 2003     |         |                       |          |          |
| Аван Лідо             | 2:3     | Кармартен Таун        | 0:0      | 2:3      |
| Кайрсус               | 12:0    | Баррі Таун            | 6:0      | 6:0      |
| Коннас-Кі Номадс      | 3:5     | Тотал Нетворк Солюшнс | 0:2      | 3:3      |
| Гейверфордвест Каунті | 3:3 (ч) | Аберіствіт Таун       | 2:0      | 1:3      |
| Кевн Друїдс           | 2:5     | Ріл                   | 0:2      | 2:3      |
| 3/16 вересня 2003     |         |                       |          |          |
| Бангор Сіті           | 3:1     | Портмадог             | 1:1      | 2:0      |
| Карнарвон Таун        | 3:4     | Ньютаун               | 2:1      | 1:3 дч   |
| Кумбран Таун          | 2:4     | Порт-Толбот Таун      | 0:3      | 2:1      |

## 1/4 фіналу
| Команда 1                  | Заг. | Команда 2      | 1-й матч | 2-й матч |
| -------------------------- | ---- | -------------- | -------- | -------- |
| 8 листопада/9 грудня 2003  |      |                |          |          |
| Гейверфордвест Каунті      | 2:5  | Кайрсус        | 2:2      | 0:3      |
| 11/16 листопада 2003       |      |                |          |          |
| Порт-Толбот Таун           | 0:3  | Кармартен Таун | 0:1      | 0:2      |
| 18 листопада/9 грудня 2003 |      |                |          |          |
| Бангор Сіті                | 8:6  | Ньютаун        | 4:2      | 4:4      |
| 9/16 грудня 2003           |      |                |          |          |
| Тотал Нетворк Солюшнс      | 2:3  | Ріл            | 1:0      | 1:3      |

## 1/2 фіналу
| Команда 1                 | Заг. | Команда 2      | 1-й матч | 2-й матч |
| ------------------------- | ---- | -------------- | -------- | -------- |
| 7 лютого/6 березня 2004   |      |                |          |          |
| Кайрсус                   | 0:1  | Кармартен Таун | 0:0      | 0:1      |
| 24 лютого/16 березня 2004 |      |                |          |          |
| Ріл                       | 4:0  | Бангор Сіті    | 2:0      | 2:0      |

## Фінал
| 3 травня 2004 |

| Ріл                             | 4:0 | Кармартен Таун |
| ------------------------------- | --- | -------------- |
| Моран 13', 58', 84' Макгінн 87' |     |                |

| Латам Парк, Ньютаун |